# ガリバートンネル (お笑いコンビ)
ガリバートンネルは、吉本興業東京本社（東京吉本、厳密には子会社のよしもとクリエイティブ・エージェンシー）所属のお笑いコンビ。2005年4月結成。2016年9月解散。東京NSC10期生。
共に明治大学政治経済学部卒業。川島が三須を誘い、大学卒業後にNSC入りした。

## メンバー
- 川島 佐助（かわしま さすけ、1981年8月1日（43歳） - ）

身長170cm。体重63kg。足のサイズ26cm。東京都江東区出身。血液型A型。
解散後はピン芸人「佐助」として活動。
- 三須 友博（みす ともひろ、1981年8月31日（43歳） - ）

身長171cm。体重84kg。足のサイズ28.5cm。千葉県船橋市出身。実家は農家。
コンビ以外に「マスクパフォーマーズ」のイエローマスク、またインポッシブルとのユニット「ホットセクシーズ」としても活動している。
解散後は引退して会社員となった。

## 出演

### 過去の番組出演
- コンバット（フジテレビ） - 2007年4月9日から2008年4月26日まで
- コンバットII（フジテレビ） - 2008年5月3日から9月20日まで
  - ここで主に演じているキャラクターは、
    - ミスエ（三須、『Y・M・C・A』）
    - 韮沢さん（三須、『お父さんの趣味はコスプレ 〜パニパニパーティー〜』）、
    - ジョー（三須、『アキラさんとジョーとルリルリ 銀幕の大物スター』 川島はここではマシュマロを食べる役）
    - バブル玉井（三須、『使ったら恥ずかしい業界用語講座』）
    - ゲゲゲの斬っ太郎（川島）
    - 鱈礼場ゲイ介プロデューサー（三須）
    - 喫茶店の客（川島）
    - レタックス和尚（川島）
    - ランボー3・怒りのサスケン（川島）
    - メソポタミアポリネシアン娘（川島）
    - SEX男（川島）
    - ニジマス釣り名人（川島のプライベートを映した番組）
    - 笑いを語る男（川島）
- 爆笑そっくりものまね紅白歌合戦スペシャル（フジテレビ、2008年4月1日）
- 爆笑レッドカーペット（フジテレビ）
- 爆笑ピンクカーペット（フジテレビ）両番組ともキャッチコピーは「掘って掘って掘りまくれ!」
- オールザッツ漫才（毎日放送）
- オリエンタルラジオのマンガの日（ヤフー、2009年12月25日）
- 笑っていいとも!（フジテレビ）- 2010年10月12日「お笑いニートを救え!ギャグマーケット」
- 行列のできる法律相談所（日本テレビ、2010年12月12日） - 三須のみ
- おはスタ（テレビ東京、2014年2月10日） - 『ひなこ姫を起こせ!』に出演
- PON!(日本テレビ、2013年4月5日 - 2014年3月28日) - 金曜日の突撃芸人として出演。
- 桃色探訪〜伝説の風俗〜（2022年5月29日、チャンネルNECO）- スナックの客 役（佐助のみ）

## 賞レースでの戦績
- 2015年 第36回ABCお笑いグランプリ 第7位